# Plumboagardita
La plumboagardita és un mineral de la classe dels arsenats, que pertany al grup de la mixita. Rep el seu nom per tractar-se de l'anàleg amb plom de l'agardita.

## Característiques
La plumboagardita és un arsenat de fórmula química (Pb,REE,Ca)Cu₆(AsO₄)₃(OH)₆(H₂O)₃. Va ser aprovada com a espècie vàlida per l'Associació Mineralògica Internacional l'any 2003. Cristal·litza en el sistema hexagonal. Es troba en forma d'aqregats esferulítics d'estructures fibroses radials, compostes per cristalls aciculars allargats en [0001] i arribant a mesurar 0,05 mil·límetres de llargada. La seva duresa a l'escala de Mohs és 3.
Segons la classificació de Nickel-Strunz, la plumboagardita pertany a «08.DL - Fosfats, etc, amb cations de mida mitjana i gran, (OH, etc.):RO₄ = 2:1» juntament amb els següents minerals: foggita, cyrilovita, mil·lisita, wardita, agardita-(Nd), agardita-(Y), agardita-(Ce), agardita-(La), goudeyita, mixita, petersita-(Y), zalesiïta, calciopetersita, cheremnykhita, dugganita, kuksita, wallkilldellita-(Mn), wallkilldellita-(Fe) i angastonita.

## Formació i jaciments
Va ser descoberta a la mina Aitern South, a Aitern, Schönau, a la Selva Negra (Baden-Württemberg, Alemanya), on sol trobar-se associada a altres minerals com: quars, limonita, fluorita i crisocol·la. També ha estat descrita a Niederschlag (Erzgebirge, Alemanya), a la mina Pralongo (Trento, Itàlia) i a Miedzianka (Baixa Silèsia, Polònia).
Als territoris de parla catalana ha estat descrita a la mina «Iris 18» d'Escornalbou, a Riudecanyes (Baix Camp, Tarragona).